# Vanja Brodnik
Vanja Brodnik (Novo mesto, 13 marzo 1989) è un'ex sciatrice alpina slovena.

## Biografia

### Stagioni 2005-2012
Originaria di Trebnje e attiva in gare FIS dal novembre del 2004, Vanja Brodnik ha debuttato in Coppa Europa il 20 dicembre 2005 partecipando al supergigante di Außervillgraten in Austria, senza portarlo a termine. L'esordio in Coppa del Mondo è avvenuto il 27 ottobre 2007, nello slalom gigante di Sölden, nel quale non è riuscita a qualificarsi la seconda manche; pochi giorni dopo, il 10 novembre, ha ottenuto il primo podio in Coppa Europa classificandosi 3ª nello slalom indoor di Neuss/Bottrop e il 24 novembre ha conquistato il suo primo successo nel circuito continentale vincendo lo slalom gigante di Levi, in Finlandia.

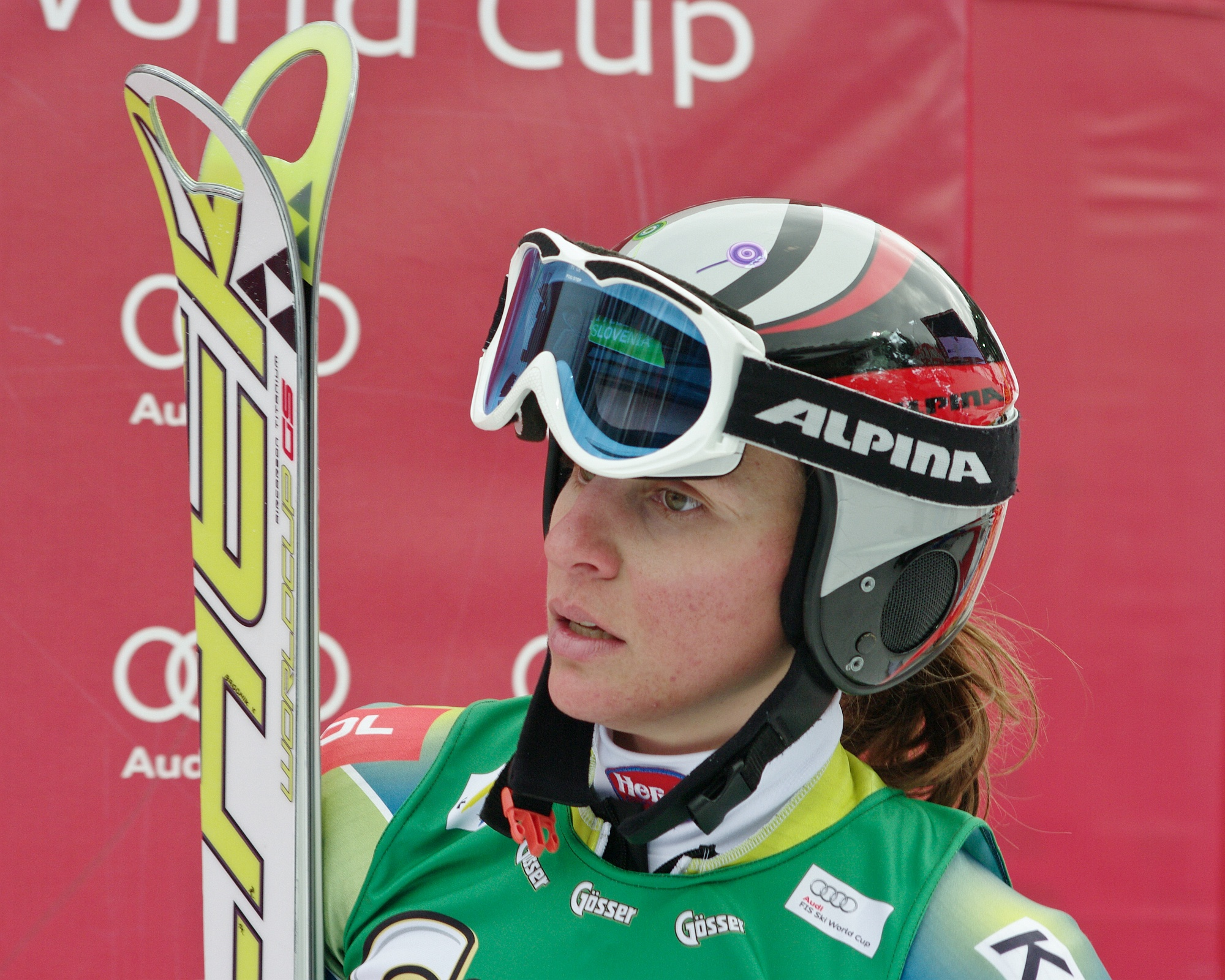
Vanja Brodnik a Semmering nel 2010

Il 18 dicembre 2008 ha ottenuto a Sankt Moritz i primi punti in Coppa del Mondo grazie al 22º posto in supercombinata; nella stessa stagione ha esordito ai Campionati mondiali: nella rassegna iridata di Val-d'Isère 2009 si è classificata 27ª nel supergigante e non ha completato lo slalom speciale.

### Stagioni 2013-2017
Il 12 dicembre 2012 ha conquistato a Sankt Moritz in discesa libera la sua ultima vittoria, nonché ultimo podio, in Coppa Europa; ai successivi Mondiali di Schladming 2013 è stata 25ª nella discesa libera e 20ª nella supercombinata, mentre a quelli di Vail/Beaver Creek 2015, sua ultima presenza iridata, si è classificata 30ª nella discesa libera, 27ª nel supergigante e 12ª nella combinata.

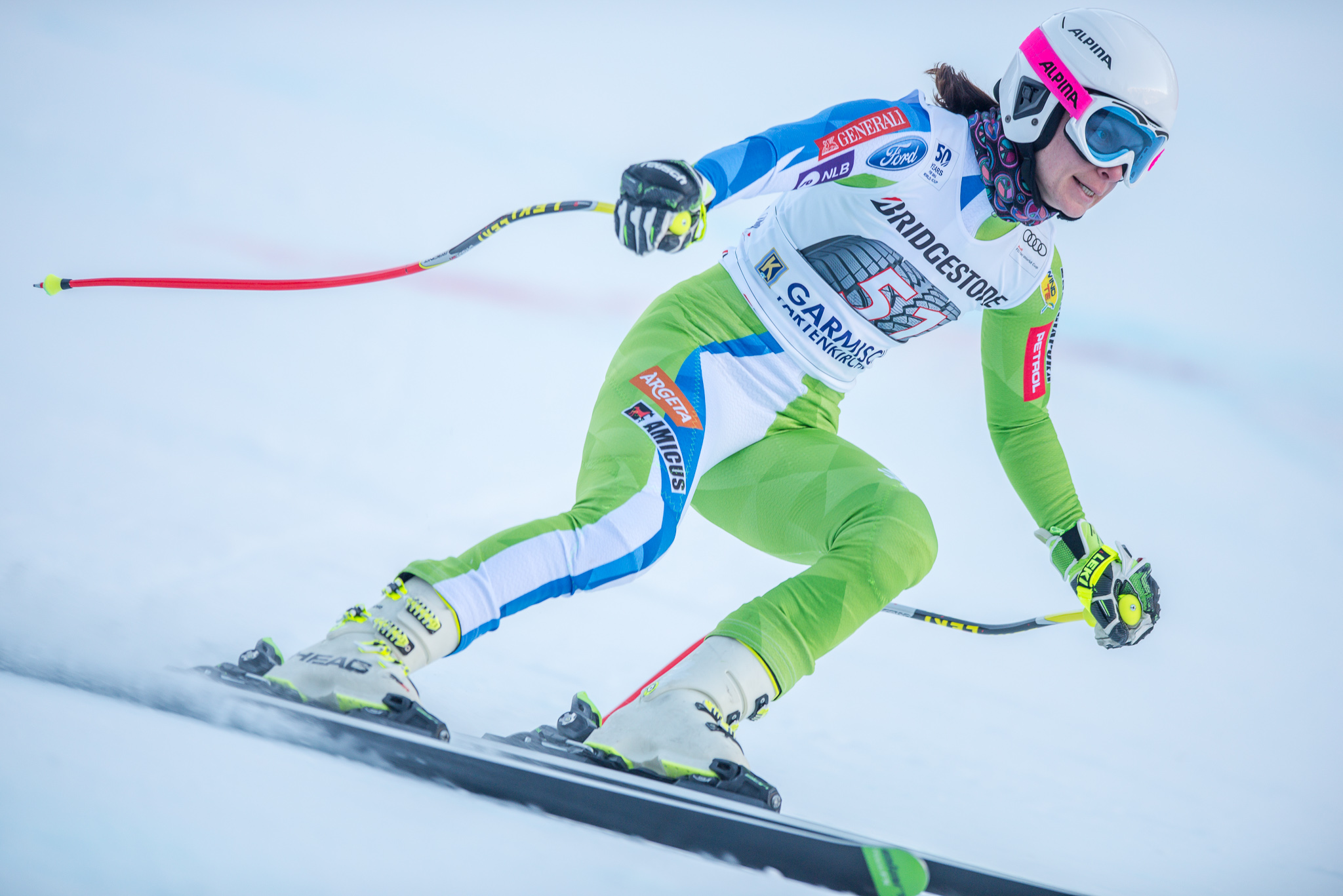
Vanja Brodnik in gara a Garmisch-Partenkirchen nel 2017

Il 18 dicembre 2015 ha colto a Val-d'Isère il suo miglior piazzamento di carriera in Coppa del Mondo (10ª in combinata). Si è ritirata nel corso della stagione 2016-2017; la sua ultima gara in Coppa del Mondo è stata il supergigante disputato a Garmisch-Partenkirchen il 22 gennaio, che non ha completato, mentre ha l'ultima gara in carriera è stata uno slalom gigante FIS, a Circhina il 24 gennaio successivo, chiuso dalla Brodnik al 7º posto.

## Palmarès

### Coppa del Mondo
- Miglior piazzamento in classifica generale: 75ª nel 2016

### Coppa Europa
- Miglior piazzamento in classifica generale: 7ª nel 2008
- 6 podi:
  - 3 vittorie
  - 1 secondo posto
  - 2 terzi posti

#### Coppa Europa - vittorie
| Data             | Località     | Paese     | Specialità |
| ---------------- | ------------ | --------- | ---------- |
| 24 novembre 2007 | Levi         | Finlandia | GS         |
| 25 novembre 2007 | Levi         | Finlandia | GS         |
| 12 dicembre 2012 | Sankt Moritz | Svizzera  | DH         |

Legenda:

DH = discesa libera

GS = slalom gigante

### Nor-Am Cup
- Miglior piazzamento in classifica generale: 40ª nel 2016
- 1 podio:
  - 1 secondo posto

### Campionati sloveni
- 5 medaglie[2]:
  - 3 argenti (supergigante nel 2006; supergigante nel 2009; supergigante nel 2013)
  - 2 bronzi (supergigante nel 2005); supergigante nel 2016)